# Zasetí
Zasetí (řecky Spartoi) byli v řecké mytologii bojovníci vzešlí z dračích zubů. V mýtech se objevují dvakrát - v souvislosti s Kadmem před Thébami a s Iásonem v Kolchidě.

## V Thébách
Kadmos, syn sídónského krále Agénora, a s ním jeho bratři Foiníx, Kilix, Fíneus a Thasos se vydali do světa, aby našli svou jedinou sestru Európu. Do ní se zamiloval sám nejvyšší bůh Zeus, svedl ji a
přeměněn v bílého býčka, odplul s ní přes moře neznámo kam. Královští synové vyrazili do všech stran, postupně však hledání vzdávali a založili nová království. Kadmos se radil v Delfách a dostal odpověď: „Najdi bílou krávu bez jařma a tam, kde ona ulehne, založ hrad a město.“ Tak se stalo.
Kadmovi druhové hledali vodu, nalezli ji v lesní jeskyni, kterou však střežil obrovský had a ten je rozsápal. Kadmos je hledal, pustil se do boje s hadem a zabil ho. Poté chtěl obětovat bohyni Athéně a ta mu poradila, aby zuby mrtvého hada zasel do půdy.
Okamžitě ze země vyskočili po zuby ozbrojení muži, hned zuřivě proti sobě bojovali. Kadmos mezi ně hodil kámen a oni se mezi sebou vraždili, až jich zůstalo jenom pět. Jejich jména jsou:
- Echión („zmije“); bylo to i jméno thébského krále, otce krále Penthea
- Údaios ("ze země")
- Chthonios ("z půdy")
- Hyperénór ("muž, který vystupuje")
- Pelór ("had")

Všichni se dali do Kadmových služeb a měli v nově založených Thébách svou velkou symbolickou úlohu, která se objevila i v mýtu o Oidipovi i ve válce Epigonů. Všichni byli zakladateli thébských vznešených šlechtických rodů.
V obou příbězích je uveden Menoikeus jako jeden z původních Zasetých - první jako otec královny Iokasté, druhý jako syn krále Kreonta, kteří obětovali dobrovolně svůj život pro záchranu města. Ani tato oběť však nepomohla.

## V Kolchidě
Zuřiví bojovníci ze zasetých dračích zubů se objevují v mýtu o Iásonovi. Měli zabránit Iásonovi, aby získal pověstné Zlaté rouno, které vlastnil Aiétés, král v Kolchidě. To mu mělo navrátit vládu ve svém rodném městě Iólku.
Když bojovníci vyskočili plně ozbrojení ze země, vhodil mezi ně Iásón kámen, oni se obrátili jeden proti druhému a v lítém boji se vzájemně všichni pobili.
Zasetí - Spartoi - prý byli prapůvodními Sparťany, rovněž pověstnými bojovníky.